# Northern Kings
Northern Kings es el nombre de un supergrupo de versiones finés, compuesto por cuatro de los más reconocidos músicos del metal nórdico: Jarkko Ahola (Teräsbetoni), Marco Hietala (Nightwish y Tarot), Tony Kakko (Sonata Arctica) y Juha-Pekka Leppäluoto (Charon). Su primer sencillo, "We Don't Need Another Hero", es una versión de una canción escrita por Graham Lyle y Terry Britten e interpretada por Tina Turner como tema principal para la banda sonora del filme de 1985 Mad Max Beyond Thunderdome. 
Su primer álbum, "Reborn" de 2007 contiene, además del sencillo, canciones como "Broken wings", o "Rebel yell". 
El 18 de noviembre de 2008 salió a la venta el segundo álbum de la banda, bautizado como "Rethroned" en el que siguen recopilando canciones Pop y Pop-rock de los '80, para reeditarlo en covers sinfónicos.
Como dato curioso, la banda tuvo 2 nombres preliminares: KillDivo y HellDivo

## Discografía

### Álbumes
- Reborn (2007)
- Rethroned (2008)

### Sencillos
- "We Don't Need Another Hero"  - 2007
- "Hello"  - 2007
- "Kiss From a Rose" (Sencillo) - 2008

## Miembros
1. Jarkko Ahola - Vocalista
2. Marco Hietala - Vocalista
3. Tony Kakko - Vocalista
4. Juha-Pekka Leppäluoto - Vocalista

- Datos: Q1361033